# Élections législatives de 1973 en Charente-Maritime
Les élections législatives françaises de 1973 se déroulent les 4 et 11 mars 1973. Dans le département de la Charente-Maritime, cinq députés sont à élire dans le cadre de cinq circonscriptions.

## Élus
| Circonscription | Député sortant                                        | Parti | Parti | Député élu ou réélu    | Parti | Parti |
| --------------- | ----------------------------------------------------- | ----- | ----- | ---------------------- | ----- | ----- |
| 1re             | Albert Dehen suppléant de Philippe Dechartre          |       | UDR   | Michel Crépeau         |       | MRG   |
| 2e              | Albert Bignon                                         |       | UDR   | Albert Bignon          |       | UDR   |
| 3e              | André Brugerolle                                      |       | CDP   | André Brugerolle       |       | CDP   |
| 4e              | Louis Joanne                                          |       | RI    | Louis Joanne           |       | RI    |
| 5e              | Claude Jousseaume suppléant de Jean-Noël de Lipkowski |       | UDR   | Jean-Noël de Lipkowski |       | UDR   |

## Résultats

### Résultats à l'échelle du département
| Parti                 | Parti                                   | Premier tour | Premier tour | Second tour | Second tour | Sièges |
| Parti                 | Parti                                   | Voix         | %            | Voix        | %           | Sièges |
| --------------------- | --------------------------------------- | ------------ | ------------ | ----------- | ----------- | ------ |
|                       | Union des démocrates pour la République | 36 363       | 15,79        | 49 790      | 25,50       | 2      |
|                       | Républicains indépendants               | 20 334       | 8,83         | 30 597      | 15,67       | 1      |
|                       | Centre démocratie et progrès            | 17 699       | 7,69         |             |             | 1      |
|                       | Divers droite                           | 10 793       | 4,69         | Retrait     | Retrait     | 0      |
|                       | Union des républicains de progrès       | 85 189       | 36,99        | 80 387      | 41,18       | 4      |
|                       |                                         |              |              |             |             |        |
|                       | Parti communiste français               | 44 831       | 19,47        | 56 407      | 28,89       | 0      |
|                       | Parti socialiste                        | 23 579       | 10,24        | Retrait     | Retrait     | 0      |
|                       | Mouvement des radicaux de gauche        | 21 008       | 9,12         | 34 660      | 17,75       | 1      |
|                       | Parti socialiste unifié                 | 2 676        | 1,16         |             |             | 0      |
|                       | Union de la gauche                      | 92 094       | 39,99        | 91 067      | 46,65       | 1      |
|                       |                                         |              |              |             |             |        |
|                       | Mouvement réformateur (dont CD et PRV)  | 39 540       | 17,17        | 23 773      | 12,18       | 0      |
|                       | Divers gauche                           | 11 497       | 4,99         | Retrait     | Retrait     | 0      |
|                       | Lutte ouvrière                          | 1 207        | 0,52         |             |             | 0      |
|                       | Ligue communiste révolutionnaire        | 775          | 0,34         | 0           |             |        |
|                       |                                         |              |              |             |             |        |
| Inscrits              | Inscrits                                | 307 568      | 100,00       | 260 920     | 100,00      | 5      |
| Abstentions           | Abstentions                             | 71 408       | 23,22        | 57 427      | 22,01       |        |
| Votants               | Votants                                 | 236 160      | 76,78        | 203 493     | 77,99       |        |
| Blancs et nuls        | Blancs et nuls                          | 5 858        | 2,48         | 8 266       | 4,06        |        |
| Exprimés              | Exprimés                                | 230 302      | 97,52        | 195 227     | 95,94       |        |
| Source : Data.gouv.fr |                                         |              |              |             |             |        |

### Résultats par circonscription

#### Première circonscription (La Rochelle)
| Candidat       | Candidat           | Parti          | Premier tour | Premier tour | Second tour | Second tour |  |
| Candidat       | Candidat           | Parti          | Voix         | %            | Voix        | %           |  |
| -------------- | ------------------ | -------------- | ------------ | ------------ | ----------- | ----------- |  |
|                | Michel Crépeau élu | MRG (UGSD)     | 21 008       | 36,93        | 34 660      | 59,32       |  |
|                | François Blaizot   | CDP (URP)      | 12 451       | 21,89        | 23 773      | 40,68       |  |
|                | Léon Belly         | PCF            | 11 853       | 20,84        | Retrait     | Retrait     |  |
|                | André Salardaine   | Divers droite  | 10 793       | 18,98        | Retrait     | Retrait     |  |
|                | Marcelle Berthaud  | LCR            | 775          | 1,36         |             |             |  |
|                |                    |                |              |              |             |             |  |
| Inscrits       | Inscrits           | Inscrits       | 76 161       | 100,00       | 76 160      | 100,00      |  |
| Abstentions    | Abstentions        | Abstentions    | 18 123       | 23,8         | 16 632      | 21,84       |  |
| Votants        | Votants            | Votants        | 58 038       | 76,2         | 59 528      | 78,16       |  |
| Blancs et nuls | Blancs et nuls     | Blancs et nuls | 1 158        | 2            | 1 095       | 1,84        |  |
| Exprimés       | Exprimés           | Exprimés       | 56 880       | 98           | 58 433      | 98,16       |  |

#### Deuxième circonscription (Rochefort)
| Candidat       | Candidat                    | Parti          | Premier tour | Premier tour | Second tour | Second tour |  |
| Candidat       | Candidat                    | Parti          | Voix         | %            | Voix        | %           |  |
| -------------- | --------------------------- | -------------- | ------------ | ------------ | ----------- | ----------- |  |
|                | Albert Bignon sortant réélu | UDR (URP)      | 12 587       | 37,62        | 18 750      | 57,86       |  |
|                | Jean Morin                  | MR             | 7 657        | 22,89        | Retrait     | Retrait     |  |
|                | Raphaël Sistané             | PCF            | 6 605        | 19,74        | 13 657      | 42,14       |  |
|                | Maurice Remontet            | PS (UGSD)      | 5 398        | 16,14        | Retrait     | Retrait     |  |
|                | Yves La Néelle              | LO             | 1 207        | 3,61         |             |             |  |
|                |                             |                |              |              |             |             |  |
| Inscrits       | Inscrits                    | Inscrits       | 44 473       | 100,00       | 44 472      | 100,00      |  |
| Abstentions    | Abstentions                 | Abstentions    | 10 251       | 23,05        | 10 176      | 22,88       |  |
| Votants        | Votants                     | Votants        | 34 222       | 76,95        | 34 296      | 77,12       |  |
| Blancs et nuls | Blancs et nuls              | Blancs et nuls | 768          | 2,24         | 1 889       | 5,51        |  |
| Exprimés       | Exprimés                    | Exprimés       | 33 454       | 97,76        | 32 407      | 94,49       |  |

#### Troisième circonscription (Saint-Jean-d'Angély)
|                | André Brugerolle sortant réélu | CDP (URP)      | 17 699 | 51,13  |  |  |  |
|                | Jacques Rouillon               | PS (UGSD)      | 6 087  | 17,58  |  |  |  |
|                | Serge Vuagnoux                 | PCF            | 5 864  | 16,94  |  |  |  |
|                | Pierre Doublet                 | MR             | 3 706  | 10,71  |  |  |  |
|                | Jacques Garnier                | Divers gauche  | 1 260  | 3,64   |  |  |  |
|                |                                |                |        |        |  |  |  |
| Inscrits       | Inscrits                       | Inscrits       | 46 581 | 100,00 |  |  |  |
| Abstentions    | Abstentions                    | Abstentions    | 11 085 | 23,8   |  |  |  |
| Votants        | Votants                        | Votants        | 35 496 | 76,2   |  |  |  |
| Blancs et nuls | Blancs et nuls                 | Blancs et nuls | 880    | 2,48   |  |  |  |
| Exprimés       | Exprimés                       | Exprimés       | 34 616 | 97,52  |  |  |  |

#### Quatrième circonscription (Saintes)
| Candidat       | Candidat                   | Parti          | Premier tour | Premier tour | Second tour | Second tour |  |
| Candidat       | Candidat                   | Parti          | Voix         | %            | Voix        | %           |  |
| -------------- | -------------------------- | -------------- | ------------ | ------------ | ----------- | ----------- |  |
|                | Louis Joanne sortant réélu | RI (URP)       | 20 334       | 39,06        | 30 597      | 59,34       |  |
|                | André Catrou               | PCF            | 9 433        | 18,12        | 20 961      | 40,66       |  |
|                | Claude Belot               | Rad (MR)       | 9 420        | 18,10        | Retrait     | Retrait     |  |
|                | Éric Hintermann            | PS (UGSD)      | 7 574        | 14,55        | Retrait     | Retrait     |  |
|                | Malou Charbonnier          | PSU            | 2 676        | 5,14         |             |             |  |
|                | Jean Gendron               | Radsoc         | 2 616        | 5,03         |             |             |  |
|                |                            |                |              |              |             |             |  |
| Inscrits       | Inscrits                   | Inscrits       | 69 961       | 100,00       | 69 964      | 100,00      |  |
| Abstentions    | Abstentions                | Abstentions    | 16 313       | 23,32        | 15 673      | 22,4        |  |
| Votants        | Votants                    | Votants        | 53 648       | 76,68        | 54 291      | 77,6        |  |
| Blancs et nuls | Blancs et nuls             | Blancs et nuls | 1 595        | 2,97         | 2 733       | 5,03        |  |
| Exprimés       | Exprimés                   | Exprimés       | 52 053       | 97,03        | 51 558      | 94,97       |  |

#### Cinquième circonscription (Royan)
| Candidat       | Candidat                        | Parti          | Premier tour | Premier tour | Second tour | Second tour |  |
| Candidat       | Candidat                        | Parti          | Voix         | %            | Voix        | %           |  |
| -------------- | ------------------------------- | -------------- | ------------ | ------------ | ----------- | ----------- |  |
|                | Jean de Lipkowski sortant réélu | UDR (URP)      | 23 776       | 44,61        | 31 040      | 58,76       |  |
|                | Jean Papeau                     | PCF            | 7 657        | 22,89        | 21 789      | 41,24       |  |
|                | Michel Boucher                  | Divers gauche  | 7 621        | 14,30        | Retrait     | Retrait     |  |
|                | Pierre-Gérard Dupuy             | Rad (MR)       | 6 306        | 11,83        |             |             |  |
|                | Pierre Lavau                    | PS (UGSD)      | 4 520        | 8,48         |             |             |  |
|                |                                 |                |              |              |             |             |  |
| Inscrits       | Inscrits                        | Inscrits       | 70 392       | 100,00       | 70 324      | 100,00      |  |
| Abstentions    | Abstentions                     | Abstentions    | 15 636       | 22,21        | 14 946      | 21,25       |  |
| Votants        | Votants                         | Votants        | 54 756       | 77,79        | 55 378      | 78,75       |  |
| Blancs et nuls | Blancs et nuls                  | Blancs et nuls | 1 457        | 2,66         | 2 549       | 4,6         |  |
| Exprimés       | Exprimés                        | Exprimés       | 53 299       | 97,34        | 52 829      | 95,4        |  |